# 埃勒施塔特
埃勒施塔特是德国莱茵兰-普法尔茨州的一个市镇。总面积6.34平方公里，总人口2295人，其中男性1177人，女性1118人（2011年12月31日），人口密度362人/平方公里。